# Centre antipoison
Un centre antipoison ou centre d'information toxicologique est un centre d'information sur les risques toxiques de tous les produits médicamenteux, industriels et naturels. Ils ont un rôle d'information auprès des professionnels de santé et du public, assurent la diffusion de brochures et apportent une aide par téléphone au diagnostic, à la prise en charge et au traitement des intoxications. Ils participent activement à la toxicovigilance. Certains centres font en plus de la recherche, des analyses spécifiques.
Un centre antipoison est un organisme qui œuvre dans le domaine de la toxicologie. Le plus souvent, il fournit des informations spécialisées aux demandes concernant le risque lié à l'exposition à divers produits chimiques d'origine naturelle ou artificielle. Il indique une prise en charge adaptée. Il dispose d'une base de données sur la composition des produits existants. Il peut également comporter un laboratoire ou une unité clinique ou encore une consultation externe.
Le personnel d'un centre antipoison peut comporter des médecins, des infirmières, des scientifiques ou des pharmaciens spécialisés. Ils peuvent fournir des informations par téléphone, courrier ou parfois de visu. Le téléphone est un moyen adapté aux situations d'urgence, et est idéalement disponible 24 h sur 24.

## Historique
Le premier centre antipoison a ouvert en 1949 aux Pays-Bas. Dans les pays industrialisés, les centres antipoison se sont développés sur plusieurs décennies en Amérique, en Europe et en Australasie. Cela répondait à l'accroissement du développement de médicaments et autres produits chimiques, ce qui augmentait le taux de survenue des intoxications. La plupart des professionnels de santé, qui n'était pas habitué à ce type de situation, avait besoin d'information spécialisée.
Le nombre de pays disposant d'au moins un centre antipoison sur son territoire a progressivement augmenté. En 2015, 47 % des états membres de l'ONU étaient dans ce cas. Les régions les moins pourvues sont l'Afrique, le Moyen-Orient et le Pacifique Ouest.

## Situation dans le monde

### France

#### Centres antipoison et de toxicovigilance
En France, il existe huit Centres antipoison et de toxicovigilance (CAPTV), sous la forme de services hospitalier situés dans les centres hospitaliers régionaux universitaires de Paris, Bordeaux, Lyon, Lille, Marseille, Angers, Toulouse et Nancy. Y sont rattachés deux dispositifs de toxicovigilance dans les Antilles et à la Réunion,. Leurs missions sont définies par l’article L6141-4 du code de la santé publique. Ils assurent 24 heures sur 24, dans le cadre de l'aide médicale urgente, une téléconsultation spécialisée en toxicologie médicale. À ce titre, ils évaluent le risque individuel et collectif des intoxications humaines et donnent en conséquence avis et conseils adaptés pour le diagnostic, le pronostic et le traitement. En outre, ils contribuent à toutes les vigilances "produits" spécifiques (pharmacovigilance, phytopharmacovigilance, nutrivigilance, addictovigilance...) et notamment, sous la coordination nationale de l'Anses, à la toxicovigilance.
Chaque centre dispose d'une zone géographique d'intervention composée de plusieurs régions,, :
- Centre antipoison de Paris : région Ile-de-France, Guadeloupe, Martinique et Guyane, collectivités de Saint-Martin et Saint-Barthélemy, Saint-Pierre-et-Miquelon
- Centre antipoison de Marseille : régions Corse, Provence-Alpes-Côte d'Azur, La Réunion et département de Mayotte
- Centre antipoison d'Angers : régions Normandie, Bretagne, Centre-Val de Loire et Pays de la Loire
- Centre antipoison de Bordeaux : région Nouvelle Aquitaine
- Centre antipoison de Lille : région Hauts-de-France
- Centre antipoison de Nancy : régions Grand Est et Bourgogne-Franche-Comté
- Centre antipoison de Toulouse : région Occitanie
- Centre antipoison de Lyon : région Auvergne - Rhône-Alpes

Jusqu'à 2014, le centre hospitalier régional de Rennes disposait d'un centre antipoison et de toxicovigilance couvrant les régions Basse-Normandie et Bretagne,. Jusqu'en 2017, le CHRU de Strasbourg disposait d'un centre antipoison et de toxicovigilance couvrant historiquement l'Alsace et la Franche-Comté.
Un article faisant la synthèse des intoxications signalées aux centres antipoison français en 2006, révèle que cette année 197 042 cas d'exposition humaine ont été renseignés. 82,5 % sont accidentelles (impliquant des spécialités pharmaceutiques à 28 %, et des produits à usage domestique à 19,2 %). 14,1 % sont volontaires (correspondent pour 92,6 % à des conduites suicidaires). Les intoxications mortelles, au nombre de 138, sont majoritairement intentionnelles (65,4 %) et observées chez des personnes âgées de 30 à 59 ans (53,8 %) ; l'éthanol (15,2 %), le monoxyde de carbone (14,5 %) et les fumées d'incendie (5,8 %) sont les agents les plus souvent impliqués.

#### Centres antipoison animaux
En France, il existe trois principaux centres antipoison animaux[réf. à confirmer] :
- le centre national d'informations toxicologiques vétérinaires à l'école vétérinaire de Lyon ;
- le centre antipoison animal et environnemental de l'Ouest à l'école vétérinaire de Nantes ;
- le centre antipoison animal de Toulouse à l'école vétérinaire de Toulouse.

### Belgique et Luxembourg
La Belgique et le Luxembourg disposent d'un « Centre antipoisons » commun, situé à l'hôpital militaire Reine Astrid dans la région de Bruxelles-Capitale en Belgique. Le Centre antipoisons belge est une fondation d'utilité publique qui offre une assistance médicale par téléphone en cas d'intoxication. L'activité principale reste l'assistance (urgente et non-urgente) par téléphone en cas d'intoxication. En 2014, le Centre a reçu 54 207 appels, ce qui correspond à plus ou moins 150 appels par jour. Environ la moitié des appels concerne des adultes, dans un tiers des cas il s'agit d'enfants de moins de 4 ans. Le Centre gère aussi une importante documentation en matière d'agents toxiques.
Les fabricants de préparations dangereuses doivent déposer la composition confidentielle de leurs produits au Centre. Dans un premier temps, les industries chimiques et pharmaceutiques confiaient leurs compositions sur base volontaire. Depuis lors, des réglementations qui traitent et qui organisent cette transmission d'information ont été adoptées.
Le Centre dispose également d'un stock d'antidotes qui est disponible pour le traitement en urgence de patients hospitalisés.
Le Centre antipoisons a été fondé en 1963 par madame le Dr Monique Govaerts, après ses expériences positives au sein des Centres antipoisons de Boston, New York et Los Angeles. En février 1964, le Centre belge a reçu son tout premier appel. En 1968, les bureaux ont déménagé de la chaussée de Vleurgat dans des nouveaux locaux situés à la rue Joseph Stallaert à Ixelles. Le Centre a connu une activité croissante : en 1989, il a reçu son 500 000e appel. En 1996, le Centre antipoisons s'est définitivement établi à l'hôpital militaire Reine Astrid à Neder-Over-Heembeek.

### Suisse
En Suisse, il existe Tox info suisse (anciennement centre suisse d'information toxicologique) situé à Zurich,.

### Maroc
En Maroc, il existe le Centre Anti-poison et de pharmacovigilance.